# Rainald I. (Burgund)

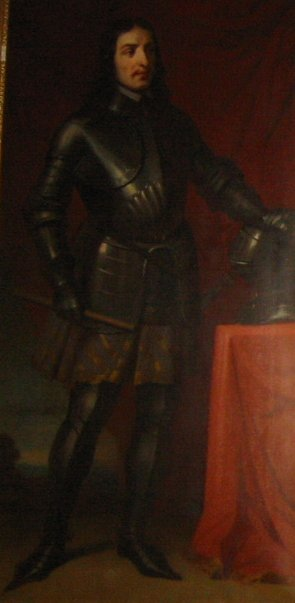
Gemälde in der Kathedrale Saint-Jean in Besançon

Rainald I. (frz. Renaud I.) (* 986; † 3./4. September 1057) aus dem Haus Burgund-Ivrea war Graf von Burgund (die heutige Franche-Comté); er war der Sohn von Graf Otto Wilhelm und Ermentrude von Roucy.
Er heiratete vor dem 1. September 1016 Adélaïde de Normandie († 7. Juli (vielleicht auch 27. Juli) nach 1037), eine Tochter von Richard II. Herzog der Normandie. Im Jahr 1020 wurde sein Sohn geboren, der spätere Graf Wilhelm I.
1026 folgte er seinem Vater als Graf von Burgund nach. 1032 starb der König Rudolf III. von Burgund ohne Erben und hinterließ Burgund aufgrund eines alten Vertrages dem Kaiser Konrad II., der das Erbe antrat, wodurch auch die Grafschaft Burgund Teil des Heiligen Römischen Reiches wurde.
Rainald starb 1057 und wurde in der Kathedrale von Besançon beerdigt. 
| Vorgänger    | Amt                        | Nachfolger |
| ------------ | -------------------------- | ---------- |
| Otto Wilhelm | Graf von Burgund 1026–1057 | Wilhelm I. |

| Personendaten    | Personendaten                            |
| ---------------- | ---------------------------------------- |
| NAME             | Rainald I.                               |
| KURZBESCHREIBUNG | Graf von Burgund                         |
| GEBURTSDATUM     | 986                                      |
| STERBEDATUM      | 3. September 1057 oder 4. September 1057 |